# هارفي واتكينز
هارفي واتكينز (بالإنجليزية: Harvey Watkins)‏ هو لاعب كرة قاعدة أمريكي، ولد في 14 يونيو 1869 في سينيكا فولز في الولايات المتحدة، وتوفي في 29 أبريل 1949 في حي هرو لندن في المملكة المتحدة.

## وصلات خارجية
- هارفي واتكينز على موقع جمعية أبحاث البيسبول الأمريكية (الإنجليزية)